# Yokkaichi Challenger 2022 - Doppio
Nam Ji-sung e Song Min-kyu erano i detentori del titolo ma hanno scelto di non partecipare.
In finale Hsu Yu-hsiou e Yuta Shimizu hanno sconfitto Masamichi Imamura e Rio Noguchi con il punteggio di 7–6(2), 6-4.

## Teste di serie
1. Arjun Kadhe /  Ramkumar Ramanathan (primo turno)
2. Victor Vlad Cornea /  Andrew Harris (quarti di finale)

1. Ruben Gonzales /  Christopher Rungkat (primo turno)
2. Chung Yun-seong /  Kaichi Uchida (semifinale, ritirati)

## Wildcard
1. Taisei Ichikawa /  Koki Matsuda (primo turno)

1. Ryuki Tsutsumi /  Asahi Yamanaka (primo turno)

## Tabellone

### Legenda
| - Q = Qualificato - WC = Wild card - LL = Lucky loser | - ALT = Alternate - SE = Special Exempt - PR = Protected Ranking | - w/o = Walkover - r = Ritirato - d = Squalificato |

|  | Primo turno | Primo turno             | Primo turno             | Primo turno | Primo turno |  |  | Quarti di finale | Quarti di finale    | Quarti di finale    | Quarti di finale    | Quarti di finale    |                   |     | Semifinali | Semifinali                    | Semifinali                    | Semifinali                | Semifinali                |   |   | Finale | Finale | Finale | Finale | Finale |  |
|  |             |                         |                         |             |             |  |  |                  |                     |                     |                     |                     |                   |     |            |                               |                               |                           |                           |   |   |        |        |        |        |        |  |
|  | 1           | A Kadhe R Ramanathan    | A Kadhe R Ramanathan    | 5           | 5           |  |  |                  |                     |                     |                     |                     |                   |     |            |                               |                               |                           |                           |   |   |        |        |        |        |        |  |
|  |             | T Matsui K Uesugi       | T Matsui K Uesugi       | 7           | 7           |  |  |                  | T Matsui K Uesugi   | T Matsui K Uesugi   | 64                  | 3                   |                   |     |            |                               |                               |                           |                           |   |   |        |        |        |        |        |  |
|  |             | D Ionel FC Jianu        | D Ionel FC Jianu        | 6           | 7           |  |  |                  | D Ionel FC Jianu    | D Ionel FC Jianu    | 7                   | 6                   |                   |     |            |                               |                               |                           |                           |   |   |        |        |        |        |        |  |
|  | WC          | T Ichikawa K Matsuda    | T Ichikawa K Matsuda    | 1           | 65          |  |  |                  |                     |                     |                     |                     |                   |     |            | D Ionel FC Jianu              | D Ionel FC Jianu              | 63                        | 3                         |   |   |        |        |        |        |        |  |
|  | 3           | R Gonzales C Rungkat    | R Gonzales C Rungkat    | 3           | 2           |  |  |                  |                     |                     | M Imamura R Noguchi | M Imamura R Noguchi | 7                 | 6   |            |                               |                               |                           |                           |   |   |        |        |        |        |        |  |
|  |             | M Imamura R Noguchi     | M Imamura R Noguchi     | 6           | 6           |  |  |                  | M Imamura R Noguchi | M Imamura R Noguchi | 7                   | 7                   |                   |     |            |                               |                               |                           |                           |   |   |        |        |        |        |        |  |
|  |             | Y Mochizuki M Ochi      | 6                       | 63          | [16]        |  |  |                  | Y Mochizuki M Ochi  | Y Mochizuki M Ochi  | 5                   | 65                  |                   |     |            |                               |                               |                           |                           |   |   |        |        |        |        |        |  |
|  |             | C Sinclair J Taylor     | 2                       | 7           | [14]        |  |  |                  |                     |                     |                     |                     |                   |     |            | Masamichi Imamura Rio Noguchi | Masamichi Imamura Rio Noguchi | 62                        | 4                         |   |   |        |        |        |        |        |  |
|  |             | FC Alcantara S Watanabe | FC Alcantara S Watanabe | 4           | 1           |  |  |                  |                     |                     |                     |                     |                   |     |            |                               |                               | Hsu Yu-hsiou Yuta Shimizu | Hsu Yu-hsiou Yuta Shimizu | 7 | 6 |        |        |        |        |        |  |
|  |             | S Hazawa JK Trotter     | S Hazawa JK Trotter     | 6           | 6           |  |  |                  | S Hazawa JK Trotter | 7                   | 63                  | [3]                 |                   |     |            |                               |                               |                           |                           |   |   |        |        |        |        |        |  |
|  |             | T-h Huang R Kawakami    | T-h Huang R Kawakami    | 5           | 5           |  |  | 4                | Y-s Chung K Uchida  | 65                  | 7                   | [10]                |                   |     |            |                               |                               |                           |                           |   |   |        |        |        |        |        |  |
|  | 4           | Y-s Chung K Uchida      | Y-s Chung K Uchida      | 7           | 7           |  |  |                  |                     |                     |                     |                     |                   |     | 4          | Y-s Chung K Uchida            | Y-s Chung K Uchida            | Y-s Chung K Uchida        |                           |   |   |        |        |        |        |        |  |
|  |             | Y-h Hsu Y Shimizu       | Y-h Hsu Y Shimizu       | 6           | 7           |  |  |                  |                     |                     | Y-h Hsu Y Shimizu   | Y-h Hsu Y Shimizu   | Y-h Hsu Y Shimizu | w/o |            |                               |                               |                           |                           |   |   |        |        |        |        |        |  |
|  |             | S Mochizuki Y Takeru    | S Mochizuki Y Takeru    | 1           | 5           |  |  |                  | Y-h Hsu Y Shimizu   | 6                   | 3                   | [10]                |                   |     |            |                               |                               |                           |                           |   |   |        |        |        |        |        |  |
|  | WC          | R Tsutsumi A Yamanaka   | R Tsutsumi A Yamanaka   | 1           | 1           |  |  | 2                | VV Cornea A Harris  | 1                   | 6                   | [2]                 |                   |     |            |                               |                               |                           |                           |   |   |        |        |        |        |        |  |
|  | 2           | VV Cornea A Harris      | VV Cornea A Harris      | 6           | 6           |  |  |                  |                     |                     |                     |                     |                   |     |            |                               |                               |                           |                           |   |   |        |        |        |        |        |  |